# Републички хидрометеоролошки завод Републике Српске
Републички хидрометеоролошки завод Републике Српске скраћено РХМЗ РС је републичка управна организација, која је под надлежношћу Министарства пољопривреде, шумарства и водопривреде РС. Сједиште РХМЗ РС је у Бањој Луци. Републички хидрометеоролошки завод врши стручне и друге послове који се односе на: развој и функционисање хидролошке, метеоролошке и сеизмолошке дјелатности; истраживање атмосфере, водних ресурса, квалитета ваздуха и вода и сеизмолошких процеса; прикупљање, обрађивање и објављивање хидрометеоролошких и сеизмолошких података од интереса за Републику и вршење и других послова у области хидрологије, метеорологије и сеизмологије.

## Оснивање Завода
Републички хидрометеоролошки завод основан је на основу Закона о министарствима који је донијело Предсједништво Српске Републике Босне и Херцеговине 2. јула 1992. године. Тим законом је дефинисано постојање седам републичких управних организација, а једна од њих је био Републички хидрометеоролошки завод. Као самостална републичка управна организација Завод је обављао своју дјелатност све до 8. октобар 2002. године када је Законом о министарствима дефинисано да као републичка управна организација своју дјелатност наставља у саставу Министарства пољопривреде, шумарства и водопривреде Републике Српске.

## Дјелатност Завода
Дјелатност Завода се одвија кроз постојање три сектора и једног одјељења:
- Сектор за метеорологију са два одјељења: одјељење бдијења и одјељење за климатологију и агрометеорологију у којем постоје два одсјека — одсјек за климатологију и одсјек за агрометеорологију,
- Сектор за хидрологију са два одјељења: одјељење за хидрологију и одјељење за екологију,
- Сектор за сеизмологију са два одјељења: одјељење за опсерваторску сеизмологију и одјељење за инструменталну и инжењерску сеизмологију,
- Одјељење за финансијске и правне послове[2]

### Сеизмолошка мрежа Републике Српске
Мрежа сеизмолошких станица Републике Српске састоји се од 8 дигиталних аутоматских станица од којих је станица у Бањој Луци широкопојасна а остале су краткопериодичне. Сензори на свим станицама су трокомпонентни што значи да се регистрација земљотреса врши у вертикалном и два хоризонтална правца сјевер-југ и исток-запад. Прикупљање и обрада података се врши у Бањој Луци а са свих станица је обезбијеђен пренос података у реалном времену.

### Хидролошка служба
Поред редовног и ванредног осматрања водостаја на хидролошким станицама у Републици Српској и објављивања редовних и ванредних хидролошких билтена, хидролошка служба РХМЗ-а врши и хидрометријска мјерења протока у профилима хидролошких станица као и конструкцију зависности Водостаја и протока односно Q-Х криву.
Хидрометријска мјерења се врше, у зависности од величине водотока који се мјери, хидрометријским крилом са елисом или АДЦП уређајем који ради на принципу Доплеровог ефекта и звучних таласа.

## Законска регулатива
План активности Хидрометеоролошког завода дефинисан је Законом о метеоролошкој и хидролошкој дјелатности у Републици Српској („Службени гласник РС“, број 20/00), Законом о сеизмолошкој дјелатности у Републици Српској („Службени гласник РС“, број 20/97) и Законом о заштити ваздуха („Службени гласник РС“, број 124/11) којима су прописане обавезе Завода у обављању својих активности.